# تالكوت ويليامز سيلي
تالكوت ويليامز سيلي (بالإنجليزية: Talcott Williams Seelye) (6 مارس 1922 - 8 يونيو 2006) كان مسؤولاً في السلك الدبلوماسي الأمريكي، وسفيرًا للولايات المتحدة، ومؤلفًا، ومعلقًا. التحق سيلي بالسلك الدبلوماسي عام 1950، ثم شغل منصب سفير الولايات المتحدة في تونس وسوريا.

## حياته المبكرة
وُلِد سيلي في بيروت، لبنان، لأبوين أمريكيين، هما كيت إثيل (تشامبرز) ولورانس هيكوك سيلي، أستاذ في الجامعة الأمريكية في بيروت. التحق بأكاديمية ديرفيلد، ثم تخرج من كلية أميرست عام 1944، والتحق بالجيش الأمريكي لمدة ثلاث سنوات خلال الحرب العالمية الثانية. يُصنّفه تدريبه في معسكر ريتشي بمركز تدريب الاستخبارات العسكرية من بين 20 ألفًا آخرين من ريتشي بويز.

## المسيرة الدبلوماسية
انضم سيلي إلى السلك الدبلوماسي عام 1949، وعمل في شتوتغارت، وأولم، وعمّان، وبيروت، والكويت. ومن عام 1960 إلى عام 1964، كان مسؤولاً عن شؤون العراق والأردن، ثم مسؤولاً عن شؤون شبه الجزيرة العربية في وزارة الخارجية.
بين عامي 1964 و1965، التحق سيلي بالكلية الحربية الوطنية، ومن عام 1965إلى عام 1968، كان رئيسًا للبعثة في جدة. ومن عام 1968 إلى عام 1972، كان مديرًا إقليميًا للبنان والأردن والجمهورية العربية السورية والعراق.
من عام 1972 إلى عام 1976، كان سيلي سفيرًا للولايات المتحدة في تونس. شغل منصب نائب مساعد وزير الخارجية للشؤون الإفريقية من 1976 إلى 1976. وفي 1976، شغل أيضًا منصب الممثل الخاص لرئيس لبنان. ومن 1979 إلى عام 1981، كان سيلي سفيرًا للولايات المتحدة في سوريا، وكان ذلك آخر منصب له قبل تقاعده.

## ما بعد مسيرته في الخدمة الخارجية
في مقالاته الافتتاحية وتعليقاته التلفزيونية وظهوره العلني، كان سيلي ينتقد إسرائيلبسبب سياستها العسكرية، وينتقد السياسة الخارجية الأمريكية لدعمها لمثل هذه السياسات. وفي إطار اللوبي المؤيد لإسرائيل في الولايات المتحدة (انظر لجنة الشؤون العامة الأمريكية الإسرائيلية)، غالبًا ما صُوّر سيلي على أنه عربي مناهض للصهيونية. وقد تمت مراجعة أعماله، بشكل نقدي، من قبل جماعات مؤيدة لإسرائيل مثل لجنة متابعة الدقة في تقارير الشرق الأوسط في أمريكا، ومنتدى الشرق الأوسط (ومشروعه "Campus Watch")، ومعهد واشنطن لسياسة الشرق الأدنى، الذين أشاروا إلى علاقات سيلي بشركات النفط وبيت آل سعود في السعودية. ومن بين منتقديه ستيفن إيمرسون (مؤلف كتاب "البيت الأمريكي آل سعود: الارتباط السري للبترودولار")، ودانيال بايبس ومارتن كرامر وديفيد هورويتز وروبرت د. كابلان.
بعد هجمات 11 سبتمبر عام 2001، وجد سيلي نفسه مجددًا في دائرة الضوء كخبير في شؤون الشرق الأوسط، واستمر في تقديم المشورة لمراكز الأبحاث وهيئات صنع السياسات. كما لا يزال يتعرض لانتقادات شديدة من كتّاب لا يتفقون مع آرائه بشأن الشرق الأوسط، مثل مقال روبرت د. كابلان في مجلة ذا أتلانتيك، الذي كتب فيه عن سيلي أن "هؤلاء المستعربين وغيرهم من المتخصصين في هذا المجال قد يكونون متورطين عاطفيًا، من خلال الزواج أو الصداقة، مع الدول المضيفة، مما يؤدي غالبًا إلى نفورهم من السياسات التي تأمرهم واشنطن بتنفيذها". وقّع سيلي، مع أكثر من 50 سفيرًا أمريكيًا سابقًا ومسؤولًا حكوميًا، رسالة مجلس سياسة الشرق الأوسط إلى الرئيس جورج دبليو بوش، منتقدين سياسة الولايات المتحدة تجاه الصراع الفلسطيني الإسرائيلي، وتحديدًا خطة رئيس الوزراء الإسرائيلي أرييل شارون للانسحاب الأحادي من غزة، التي أُعلن عنها عام 2004 وسُنّت عام 2005 (الرسالة المذكورة أدناه)، والتي أعقبت رسالة دبلوماسيين بريطانيين سابقة إلى رئيس الوزراء توني بلير. .

## أقراد العائلة البارزون
كان سيلي من نسل الكابتن روبرت سيلي الذي وصل من إنجلترا مع جون وينثروب في عام 1630.
وكان الحفيد الأكبر لجوليوس هاولي سيلي (واعظ وكاتب مشهور والرئيس الخامس لكلية أميرست).
أما شقيقتا سيلي الأكبر سناً هما الكاتبة دوروثيا سيلي فرانك، والراقصة وفنانة الأداء ماري أفيريت سيلي.
أما أصغر بناته، كيت سيلي، فهي صحفية سابقة متخصصة في شؤون الشرق الأوسط، وقد عملت لعقد من الزمن في مناصب مختلفة في معهد الشرق الأوسط بواشنطن العاصمة.

## التسلسل الزمني للخدمة
| المنصب                    | البلد المضيف أو المنظمة المضيفة              | السنة                                              |
| ------------------------- | -------------------------------------------- | -------------------------------------------------- |
| ضابط في الجيش الأمريكي    | إيران                                        | من 1944 إلى 1946                                   |
| الخدمة الخارجية الأمريكية | ألمانيا                                      | من 1950 إلى 1951                                   |
| الخدمة الخارجية الأمريكية | الأردن                                       | من 1952 إلى 1955                                   |
| الخدمة الخارجية الأمريكية | الكويت                                       | من 1956 إلى 1960                                   |
| الخدمة الخارجية الأمريكية | المملكة العربية السعودية                     | من 1966 إلى 1968                                   |
| وزارة الخارجية الأمريكية  | المدير الإقليمي للعراق ولبنان والأردن وسوريا | من 1968 إلى 1972                                   |
| السفير الأمريكي           | تونس                                         | 1972 إلى 1976 (في عهد ريتشارد نيكسون وجيرالد فورد) |
| المبعوث الرئاسي الأمريكي  | لبنان                                        | 1976 (تحت قيادة جيرالد فورد)                       |
| السفير الأمريكي           | سوريا                                        | 1979 إلى 1981 (في عهد جيمي كارتر)                  |

## الأعمال المكتوبة

### كتب
- العلاقات الأمريكية العربية: البعد السوري (U.S.-Arab Relations: The Syrian Dimension) (بورتلاند: مطبعة جامعة بورتلاند الحكومية، 1985)

### المقالات
- مجلة دراسات فلسطين – مراجعة لسوريا وإسرائيل: بقلم موشيه ماعوز (1996)
- مجلة دراسات فلسطين – مراجعة لكتاب "الخداع المتعمد" لبول فيندلي (1995)
- مقالات عديدة

### وثائق وزارة الخارجية الأمريكية
- مذكرة – بشأن اختطاف طائرة الخطوط الجوية عبر العالم (TWA) (1969)
- مذكرة بشأن برنامج الإمدادات العسكرية في الأردن (1968)
- مذكرة حول المأزق العربي الإسرائيلي (1968)
- مذكرة بشأن الرسالة الموجهة إلى الملك حسين ملك الأردن (1968)
- مذكرة حول اللقاء مع الملك حسين (1968)
- مذكرة بشأن رسالة الملك حسين (1968)
- برقية عن وقف إطلاق النار عام 1967 (1968)
- برقية حول موقف لبنان من وقف إطلاق النار عام 1967 (1967)
- برقية حول مناقشات الدفاع الداخلي الأردني (1968)
- مذكرة بشأن رسالة إلى رئيس الوزراء الأردني التلهوني (1968)
- مذكرة بشأن الوضع في اليمن (1962)
- مذكرة بشأن المحادثة مع ولي العهد السعودي الأمير فيصل (1962)
- مذكرة بشأن الوضع في اليمن (1962)
- ورقة حول موقف الولايات المتحدة من الاعتراف بالجمهورية العربية اليمنية (1962)
- برقية عن لقاء مساعد وزير الخارجية فيليب تالبوت مع ولي العهد السعودي الأمير فيصل في نيويورك (1962)
- بحث في وفاة الإمام اليمني أحمد بن يحيى (1962م)
- مذكرة محادثة بين مساعد الوزير فيليب تالبوت وولي العهد السعودي الأمير فيصل في نيويورك (1962)
- مذكرة بشأن المسائل المتعلقة باجتماع البيت الأبيض بين الرئيس جون ف. كينيدي والملك سعود ملك المملكة العربية السعودية (1962)
- مذكرة محادثة بين الرئيس كينيدي والملك سعود (1962)
- برقية جوية دورية من وزارة الخارجية الأمريكية إلى سفارتي الولايات المتحدة في الكويت والمملكة المتحدة (1962)
- مذكرة بشأن اللقاء المرتقب بين الرئيس كينيدي والملك سعود (1961)

## روابط خارجية
- تالكوت ويليامز سيلي على موقع إن إن دي بي (الإنجليزية)
- Talcott W. Seelye (AC 1944) Family Papers at the Amherst College Archives & Special Collections

| المناصب الدبلوماسية | المناصب الدبلوماسية                      | المناصب الدبلوماسية  |
| ------------------- | ---------------------------------------- | -------------------- |
| سبقه جون كالهون     | سفير الولايات المتحدة في تونس 1972–1976  | تبعه إدوارد مولكاهي  |
| سبقه ريتشارد ميرفي  | سفير الولايات المتحدة في سوريا 1978–1981 | تبعه روبرت باغانيللي |